# Mate Bekavac
Mate Bekavac (Ljubljana, 14. svibnja 1977.), slovenski klarinetist, skladatelj i dirigent.
Bekavac slovi za vodećeg slovenskog klarinetista, a unazad nekoliko godina bilježi zapažene nastupe u svojstvu dirigenta i kompozitora. Godine 2005. dirigirao je Simfonijskim orkestrom RTV Slovenije izvodeći Bernsteinov mjuzikl 'Wonderful town'. Surađuje s najvećim imenima svjetske glazbene scene te je dobitnik brojnih međunarodnih nagrada.
Klarinet je počeo učiti s 9 godina kod Franca Tržana i Darka Brleka u Ljubljani i Mariboru. Studij je započeo na MHS Graz, a naslov magistra stekao na salzburškom Mozarteumu. Usavršava se na prestižnom Julliardu u New Yorku te jednako renomiranom CNSM u Parizu. Bekavčevi profesori uključuju neka od najvećih imena u svijetu klarineta: Bela Kovács, Alois Brandhofer, Charles Neidich i Michel Arrigoun. Za visoke umjetničke domete postignute na studiju u Salzburgu dodijeljena mu je počasna nagrada austrijskoga ministra za znanost i umjetnost (tzv. Würdigungpreis).
Bekavac je dobitnik prvih nagrada na natjecanjima u Lisabonu (1994), Sevilli (1995), Beogradu (1997); finalist je natjecanja u New Yorku (1994) te eurovizijskog natjecanja u Varšavi iste godine. Kao komorni glazbenik surađuje s flautisticom Irenom Grafenauer, Kvartetom Tartini, violistom Jurijem Bašmetom, hornistom Radovanom Vlatkovićem, fagotistom Milanom Turkovićem, te članovima Berlinske filharmonije, Bayrische Rundfunk orkestra i Münchenske filharmonije. Solistički je nastupio sa svim slovenskim orkestrima, Komornim orkestrom »Franza Liszta« iz Budimpešte, s Cappelom Istropolitanom, Salzburškim, Münchenskim, Zagrebačkim i Moskovskim solistima, orkestrom Frankfurtske opere, orkestrom Saarskoga i Portugalskog radija, orkestrom Philharmonie der Nationen i dr. Za glazbeni arhiv Slovenskog radija snimio (je sa Simfonijskim orkestrom RTV Slovenije i dirigentom Antonom Nanutom) neka od glavnih djela literature za klarinet: Mozartov Koncert u A-duru, Debussyjevu Prvu rapsodiju, Françaixov Koncert i Grginov Concertino. U veljači godine 2004. postaje laureatom Prešernove zaklade.